# Sky: 빛의 아이들
《SKY: 빛의 아이들》(영어: Sky: Children of the Light)은 댓게임컴퍼니에서 출시한 소셜 어드벤쳐 인디 게임이다.  2019년 7월 18일에 iOS용으로 처음 출시됐으며, 안드로이드판은 2020년 4월 7일, 닌텐도 스위치판은 2021년 6월 29일에 출시됐다. 가장 많은 유저가 참여한 콘서트 테마 메타버스로 기네스북에 등재되었다.

## 게임플레이
플레이어들에게 날 수 있는 능력을 주는 망토를 지급하여 7개의 왕국을 탐험하는 형식이다. 게임 맵 구성은 7개의 독특한 맵으로 구성되어 있으며, 각각 다른 테마가 삶의 무대로 표현되고 탐색할 수 있는 다양한 맵으로 구성되어 있다.

### 게임 시작
게임을 시작하면 7개의 맵으로 이동할 수 있는 안식처라는 맵이 있다. 전 세계에서의 플레이어들은 양초로 아이템을 잠금 해제할 수 있는 '영혼'과 플레이어에게 '날개의 빛'을 주는 '빛의 아이'를 만나게된다. 플레이어가 날개 달린 빛을 충분히 모으면, 망토 레벨이 올라가 망토의 최대 에너지를 증가시키고 플레이어가 더 멀리 날 수 있게 한다.

### 친구
그 이 게임은 소셜 형식의 어드벤쳐 게임이라는 특징을 가지고있다. 플레이어들은 서로 만나 친구가 될 수 있고, 친구와의 우정노드 해금에 따라 채팅과 선물 보내기 같은 노드를 해제할 수 있다. 또한 가면, 헤어스타일, 모자, 바지, 악기, 표정 등을 포함한 많은 캐릭터를 꾸밀수 있는 아이템들이 있다. 이러한 아이템들은 게임에서 사용되는 주요 화폐인 "양초"로 잠금해제 할 수 있다.

### 게임 내 화폐
스카이는 게임만의 화폐가 다양하다. "양초"는 스카이의 주요 화폐이다 '하트'는 스카이의 우정화폐이며, 플레이어가 다른 플레이어로부터 선물을 받고 양초 3개를 주고 받고 하면 하트가 교환된다. 하트는 주로 영혼으로부터 제스쳐나 가면을 구입하는데 사용된다. "어센초"는 스카이에서 가장 희귀한 화폐로, 게임 마지막에 에덴동상들에게 자신의 날개 빛을 나눠준다. 이 동상들은 환생길에서 플레이어들에게 특정 수의 어센초를 선물해준다.

### 시즌
스카이에선 시즌이라는 개념이 존재한다. 이 기간 동안 한정판 영혼과 아이템을 시즌 기간 동안만 구매할 수 있다. 시즌은 '시즌초'라는 독특한 화폐를 시즌 기간 동안 얻을수있으며 시즌 아이템 구매에 활용할 수 있고, 시즌이 끝나면 일반 초로 전환된다. 마법 시즌부터 새로운 시즌이 나올때마다 신맵이 추가된다. 이러한 시즌영혼들은 나중에 유랑영혼으로 돌아올 수도 있는데, 이 영혼들은 신규 플레이어들에게 3일 동안 이전 시즌들의 아이템을 구매할 수 있는 기회를 준다. 유랑영혼은 2주에 한번씩 찾아온다.

## 기부
2020년, 댓게임컴퍼니는 봉사활동을 지원하기 위해 게임 내 이벤트를 열었다. 첫 번째는 '자연의 날' 행사였는데, 이 기간 동안 인앱구매를 통해 한정판 지구의날 망토가 판매되었다. 수익의 절반은 호주 대형 산불 자선 단체에 기부되었다.

## 수상
이게임은 아이폰 2019년 최고의 게임에 선정되었다. 2020년 10월 5일 Gamasutra 전세계 5천만명의 플레이어가 보고됨
| 년도 | 수상                             | 카테고리                                                | 결과 |               |
| ---- | -------------------------------- | ------------------------------------------------------- | ---- | ------------- |
| 2019 | 2019 Golden Joystick Awards      | Mobile Game of the Year                                 | 후보 | [ 10 ]        |
| 2019 | The Game Awards 2019             | Best Mobile Game                                        | 후보 | [ 11 ]        |
| 2020 | New York Game Awards             | A-Train Award for Best Mobile Game                      | 후보 | [ 12 ]        |
| 2020 | Pocket Gamer Mobile Games Awards | Game of the Year                                        | 후보 | [ 13 ]        |
| 2020 | Pocket Gamer Mobile Games Awards | Best Audio/Visual Accomplishment                        | 후보 | [ 13 ]        |
| 2020 | Pocket Gamer Mobile Games Awards | Pocket Gamer People's Choice                            | 수상 | [ 13 ]        |
| 2020 | 23rd Annual D.I.C.E. Awards      | Portable Game of the Year                               | 후보 | [ 14 ]        |
| 2020 | NAVGTR Awards                    | Game, Original Family                                   | 후보 | [ 15 ]        |
| 2020 | NAVGTR Awards                    | Original Light Mix Score, New IP                        | 후보 | [ 15 ]        |
| 2020 | Game Developers Choice Awards    | Best Mobile Game                                        | 후보 | [ 16 ] [ 17 ] |
| 2020 | Game Developers Choice Awards    | Audience Award                                          | 수상 | [ 16 ] [ 17 ] |
| 2020 | SXSW Gaming Awards               | Mobile Game of the Year                                 | 수상 | [ 18 ]        |
| 2020 | 18th Annual G.A.N.G. Awards      | Best Music for an Indie Game                            | 후보 | [ 19 ]        |
| 2020 | 18th Annual G.A.N.G. Awards      | Best Sound Design in a Casual/Social Game               | 후보 | [ 19 ]        |
| 2020 | 18th Annual G.A.N.G. Awards      | Best Music in a Casual Game                             | 후보 | [ 19 ]        |
| 2020 | 18th Annual G.A.N.G. Awards      | Best Original Song ("Constellation")                    | 후보 | [ 19 ]        |
| 2020 | Webby Award                      | Apps, Mobile, and Voice: Best Visual Design - Aesthetic | 수상 | [ 20 ]        |
| 2020 | Apple Design Awards              | Outstanding Design and Innovation                       | 수상 | [ 21 ]        |
| 2020 | Games for Change Awards          | Best Gameplay                                           | 수상 | [ 22 ]        |
| 2020 | Games for Change Awards          | G4C People's Choice Award                               | 수상 | [ 22 ]        |